# Anna Simonsdotter Hack
Anna Simonsdotter Hack, även känd som Tysk-Annika eller Tysk-Anna, född 1621 i Anklam i Vorpommern, Tyskland, död 5 augusti 1676 i Stockholm, var en svensk kvinna som avrättades för häxeri. Hon är känd som en av de avrättade i den berömda häxprocessen i Katarina. 

## Biografi
Anna var dotter till Simon Hake (1605-1672) och Anna Koltzow. Hon emigrerade som någon gång före år 1637 från Tyskland till Sverige med sin far, som bosatte sig i Boda där han blev verksam som stenhuggare under namnet Simon Jöransson Hack eller Simon Jörgensson Hack. 
Hon var gift två gånger och hade tre barn: Påål, sexton år, Catharina, och ytterligare en son. Hon var bosatt på Högbergsgatan. I andra äktenskapet var hon gift med en skräddare, Johan Gunnarsson, som bara var tre år äldre än hennes äldste son. Hon tjänade egna pengar genom att brygga öl som hon hade till försäljning i ett hus på Brunkebergsåsen.

### Rättegång
Den 28 april 1676 anklagades Anna inför Norra Förstadens Kämnärsrätt för att ha fört barn till Blåkulla. Hon hade allmänt gott rykte och hennes make talade till hennes förmån. Det var omständigheter som gjorde att vissa åtalade tilläts stanna hemma under rättegången. Myndigheterna beslöt ändå att hon skulle fängslas för att hon levde ett "stötande liv", vilket möjligen syftade på att hon ansågs grälsjuk eller på grund av den stora åldersskillnaden mellan henne och hennes make: det uppgavs att hon i sitt äktenskap "uti ord, uti åthävor och leverne med trätor, eder och svärjande haver varit esomoftast förargerligt". 
En präst uppgav att han hade hört att Annika hade fjärtat över ölkaret i Blåkulla för att stärka ölets rusningsverkan. Kyrkoherde Pontinus vittnade om att hon hade lärt hans barn och brorsbarn "oböner". Hon ska ha lärt barnen "svarta och röda böcker" och läsa en bön som började "Vaka över oss Fan..."
Hennes make vittnade till hennes förmån att han aldrig märkt något som tydde på att hans hustru var skyldig till trolldom; hennes kyrkoherde Bergius vittnade om att hon alltid utfört alla religiösa skyldigheter, och hennes hyresvärdinna och piga hade ingenting värre att säga om henne än att hon ibland hade skällt ut sina barn. 
Flera av vittnena var minderåriga, och alla tre av hennes barn kallades som vittnen. Att hennes barn vittnade mot henne framhävdes, men de vittnade dock inte mot henne. Hennes son Pål medgav att modern kallat honom "djävuls- och satans unge" och att han blivit förd till Blåkulla, men att han inte mindes vilken häxa som fört honom dit, och påstod aldrig att det var hans mor. 
Hennes dotter uppgav enbart att hennes mor i fängelset hade sagt henne att hon förtjänade att brännas levande. Anna kommenterade att hon hade sagt detta på grund av sin ångest, men det togs på stort allvar av rätten. 
Anna förnekade alla anklagelser och bekände aldrig att hon hade varit i Blåkulla: men hon beskrev sig som en syndare som förtjänade att brinna på grund av de synder hon hade begått, och hennes allmänt ångerfulla uppträdande i fängelset och tal om alla synder hon ångrade tolkades som att hon indirekt bekände trolldom.

### Efterspel
Hon dömdes som skyldig. Hennes ångerfulla beteende, böner och psalmsjungande gjorde ett gott intryck på myndigheterna, som beslöt att hon skulle halshuggas innan hon brändes. Hon var tillsammans med Malin Matsdotter en av de sista två personer som avrättades i häxprocessen i Katarina. Avrättningen ägde rum 5 augusti. Malin Matsdotter brändes levande, medan Anna halshöggs innan hon brändes. Anna uppges ha varit andäktig och sjungit. 
Redan dagen efter när nästa häxprocess skulle inledas framkom det att de vittnande barnen antingen lockats eller tvingats till att ljuga och detta blev då slutet för häxeridomarna. Bland anstiftarna fanns bland andra Gävlepojken som tolv år gammal dömdes till döden för detta.